# Еміль Крукович-Пшеджимірський
Еміль Карорль Крукович-Пшеджимірський (пол. Emil Karol Krukowicz-Przedrzymirski; 25 січня 1886 — 29 травня 1957) — польський військовик, генерал-майор Війська Польського.

## Біографія

### Дитинство та юність
Еміль народився 25 січня 1886 року в Немирові (нині Львівська область, Україна). Його батько Кароль Якуб був фармацевтом та власником аптеки, мама — Ванда Марія Смірзіц, чешка за походженням. Він був братом Стефана (1884—1918), бухгалтера за фахом, та Генрика (1889—1944), також офіцера-артилеріста та спортсмена (він став бронзовим призером Чемпіонату Європи з фігурного катання. Закінчив нижчу військову реальну школу в Кошице і вищу школу в Меріш-Вайскірхені (нині Граніце у Чехії). Потім він навчався у Військово-технічній академії в Медлінгу (Австрія). У 1906 році йому присвоєно звання підпоручика. З 1 жовтня 1907 року по 30 квітня 1908 року слухав курси Школи верхової їзди. 18 серпня 1908 року приписаний до 32-ого полку польової артилерії у Львові. У 1911 році отримав звання підпоручика.

### Перша світова війна
Під час Першої світової війни він командував батареєю в рідному полку. 26 серпня 1914 року в боях під Буськом біля Львова був поранений у ногу. У 1915—1916 роках був лектором, а потім командиром шкільної роти в Артилерійській юнкерській школі в Трайскірхені поблизу Відня. У середині 1915 року, будучи офіцером 32-го полку польової артилерії, йому присвоєно звання підпоручика королівської імператорської армії. Потім повернувся в рідний полк, де послідовно служив: полковим ад'ютантом, командиром ескадрону і другим штаб-офіцером полку.
10 листопада 1918 року добровільно пішов на службу до Війська Польського. Спочатку він служив військовим делегатом Спеціальної місії в Югославії та Угорщині. З 1 квітня по 20 травня 1919 року командував ескадроном 6-го полку польової артилерії, а з 20 травня 1919 року по 30 квітня 1920 року — начальник артилерійської секції Першого Головного Командування. Під час польсько-радянської війни в 1920 році він очолив 16-й полк польової артилерії, який формувався в Грудзьондзі. У той час (у липні та серпні 1920 р.) він також був командувачем південної ділянки оборони Грудзьондзя. З 12 серпня по 31 жовтня 1920 року командував полком на Північно-Східному фронті. За бої за Городець на Поліссі був нагороджений Срібним хрестом військового ордена Virtuti Militari, а в 1935 році місто надало йому звання почесного громадянина. Після закінчення інформаційних курсів для старших начальників у Познані знову приступив до обов'язків командира 16-го полку польової артилерії і виконував їх до 21 жовтня 1922 року.

### Друга світова війна
У міжвоєнний період дослужився до звання бригадного генерала 1 січня 1932 року. Під час німецького вторгнення у 1939 році призначений командувачем армії «Модлін». Армія «Модлін» під його командуванням вела триденний бій під Млавою (1–3 вересня 1939), протистоячи 3-й німецькій армії генерала Георга фон Кюхлера. Потім у безперервних боях армія «Модлін» разом з підпорядкованою їй Оперативною групою «Вишкув» відступила і оборонялася на лінії Нарва і Буг. 10 вересня армія почала відступ від річки Буг до Калушина. 11 вересня армія увійшла до складу новоствореного Північного фронту. Прориваючись до південно-східної Польщі, він брав участь у другій битві під Томашувом-Любельським з VII німецьким армійським корпусом.
Після поразки польських військ потрапив у полон 27 вересня 1939 року. Перебував у різних таборах для офіцерів. Після п'яти років полону він був визволений американцями 29 квітня 1945 року. Спочатку він поїхав до Парижа, а потім до Ніцци, де представляв 18 бригадних генералів, які там перебували, перед польською військовою владою в Лондоні.

### Повоєнні роки
1 липня 1945 року йому надано звання генерал-майора зі старшинством 1 січня 1946 року. Про це призначення генерал Владислав Андерс повідомив його лише в лютому 1955 року.
У 1947 році він возз'єднався з родиною у Великій Британії, а в 1949 році разом із дружиною переїхав до Канади, де жила його дочка Малгожата. Проживши рік у Монреалі, він оселився в Торонто, де залишився до кінця свого життя.